# Pedro d'Àvila
Pedro (m. ca. 1121) va ser un religiós conegut per ser bisbe electe d'Àvila el 1121, sense arribar a prendre possessió del càrrec.
Hom ha identificat aquest prelat amb Pedro Sánchez Zurraquines, de procedència basca, concretament de Biscaia, membre d'una de les primeres famílies que va repoblar la ciutat, el nebot del qual, Sancho, va ser l'encarregat de les obres de construcció de la catedral d'Àvila. Aquests autors atribueixen a Sánchez la feina d'administració de la ciutat durant la seva repoblació, període durant el qual, almenys des de 1003, va actuar com a administrador, segons diversos fonts, l'occità Jeroni de Perigord, que era, així mateix, també administrador de la restaurada Salamanca i qui provocaria la creació de la diòcesi de Zamora a la seva mort.
Cal esmentar que Juan Martín Carramolino omet a Jeroni i diu que Pedro va presidir la repoblació cristiana de la ciutat. No obstant això, la confusió dels primers bisbes és evident, com fa notar el mateix Carramolino, però també Gabriel Vergara, que omet igualment a Jeroni, fa constar a Pedro com un segon prelat al capdavant de la diòcesi, després d'un suposat Domingo, que fan constar alguns autors antics. Però de fet no hi ha notícies fiables de bisbes independents abans de 1121. En tot cas, la noticia més versemblant és la que dona P. Gonzalo, que diu que a la mort de Jeroni el 1120 immediatament es troba noticia de diversos bisbes electes, entre ells aquest Pedro, que van ser convocats per l'arquebisbe Diego Gelmírez a un concili a Santiago de Compostel·la el 9 de gener de 1121. Més tard es desconeix que succeeix amb ell, doncs el mateix any apareix elegit un nou bisbe, Sancho, que va ser convocat igualment a Santiago.
Carramolino dona nombroses notícies sobre aquest Pedro Sánchez Zurraquines, entre elles que va tenir notable influència sobre el comte Ramon de Borgonya; que va persuadir el rei Alfons VI de Lleó per dur a terme una recol·lecta d'almoines per reconstruir la catedral d'Àvila, o fins i tot que va ser present a la cort lleonesa per tractar la repoblació de diverses ciutats recent conquerides als musulmans, entre d'altres. Tanmateix, com l'autor li atribueix la presidència de la reconstrucció i repoblació d'Àvila, quan de fet només va ser un bisbe electe el 1121, és possible que tot això s'hagi d'atribuir a Jeroni de Perigord.